# Bodies Bodies Bodies
Bodies Bodies Bodies är en amerikansk skräckkomedifilm från 2022. Filmen är regisserad av Halina Reijn.

## Handling
Filmen handlar om en grupp ungdomar som åker på en så kallad "orkanfest". I de delar av USA där orkaner är vanligt förekommande ordnas ofta en slags knytkalas för de som vill vänta ut stormen tillsammans med andra. De bestämmer sig för att leka leken "Bodies Bodies Bodies". Den går ut på att man ska försöka "mörda" andra spelare genom att trycka på deras axlar utan att andra ser. Den "mördade" spelaren ska leka död, och övriga spelare ska försöka lista ut vem "mördaren" är. Leken spårar ur, och deltagarna börjar dö på riktigt.

## Roller
- Amandla Stenberg – Sophie
- Maria Bakalova – Bee
- Myha'la Herrold – Jordan
- Rachel Sennott – Alice
- Chase Sui Wonders – Emma
- Pete Davidson – David
- Lee Pace – Greg